# Har Bracha
Har Bracha nebo jen Bracha (hebrejsky הַר בְּרָכָה‎, doslova „Hora požehnání“, podle biblického citátu z knihy Deuteronomium 11,29 – „Až tě uvede Hospodin, tvůj Bůh, do země, kterou přicházíš obsadit, budeš dávat požehnání na hoře Gerizímu“, v oficiálním přepisu do angličtiny Berakha, přepisováno též Har Brakha) je izraelská osada a vesnice typu společná osada (jišuv kehilati) na Západním břehu Jordánu v distriktu Judea a Samaří a v Oblastní radě Šomron.

## Geografie
Nachází se v nadmořské výšce 850 metrů v centrální hornaté části Samařska, na jihovýchodním okraji aglomerace palestinského města Nábulus, tři kilometry od jeho centra, ale ve vyvýšené poloze na hoře Gerizim. Har Bracha leží cca 45 kilometrů severně od historického jádra Jeruzalému a cca 48 kilometrů severovýchodně od centra Tel Avivu.
Vesnice je na dopravní síť Západního břehu Jordánu napojena pomocí dálnice číslo 60, která vede severojižním směrem napříč celým Samařskem. Leží v hustě osídlené oblasti Západního břehu Jordánu s aglomerací města Nábulus a dalšími palestinskými sídly, která obklopují horu Gerizim ze všech stran. Přibližně 1 km od Har Bracha se nachází i vesnice Kirjat Luza obývaná Samaritány. Nejbližším izraelským osídlením jsou Jic'har a Itamar, obě vsi asi 4 km vzdálené.

## Dějiny
Vesnice vznikla v roce 1983. Už 14. února 1982 rozhodla izraelská vláda o zřízení několika osad typu nachal (kombinace vojenského a civilního osídlení) na Západním břehu Jordánu, a to včetně lokality pracovně nazývané pracovně Nachal Gerizim. 20. března 1983 vláda rozhodla, že tuto osadu, nyní označovanou jako Nachal Bracha, promění na ryze civilní. K tomu došlo v dubnu 1983. 19. května 1983 se vláda vyjádřila k možnosti budoucí výstavby domů v této lokalitě. Har Bracha začala fungovat jako civilní osada po slavnosti konané na den izraelské nezávislosti v roce 1983.
Po počátečním zájmu ale začala populace v Har Bracha klesat, v jedné fázi zde trvale přebývala jediná rodina. Nová osidlovací aktivita začala v roce 1988 s příchodem několika mladých manželských párů. Ve vesnici ale stále chyběla elektřina, voda a služby. V zimě roku 1990 zde napadl metr a půl sněhu. Teprve během 90. let 20. století získávala obec standardní vymoženosti a inženýrské sítě. V současnosti zde funguje předškolní péče. Základní škola je k dispozici v nedaleké osadě Elon More. Od roku 1992 zde funguje ješiva, v níž studuje většina místní populace. V čele ješivy stojí rabín Eliezer Melamed. Na konci roku 2009 jí odebral ministr Ehud Barak status hesder ješiva (ješiva nabízející kromě náboženských studií i armádní výcvik).
V říjnu 1998 vyrostla asi kilometr od obce izolovaná skupina domů zvaná Bracha Alef nebo Bracha West. Podle pozdější vládní zprávy zde přebývaly tři rodiny a stálo tu šest obytných kontejnerů. V dubnu 1999 pak téměř 2 kilometry na jih od obce vznikla skupina domů Bracha Bet neboli Bracha South, kde je hlášeno 15-20 rodin, 14 obytných mobilních buněk a další stavby.
Během druhé intifády bylo v okolí Har Bracha spácháno několik teroristických útoků. 27. srpna 2001 byl na silnici mezi Har Bracha a Itamar zastřelen jeden muž. Počátkem 21. století nebyla obec zahrnuta do Izraelské bezpečnostní bariéry, která do svých hranic pojala jen kompaktní bloky izraelských osad, zejména poblíž Zelené linie. Budoucí existence osady závisí na podmínkách případné mírové smlouvy s Palestinci.

## Demografie
Obyvatelstvo Har Bracha je v databázi rady Ješa popisováno jako nábožensky založené. Podle údajů z roku 2014 tvořili naprostou většinu obyvatel Židé – cca 1800 osob (včetně statistické kategorie "ostatní", která zahrnuje nearabské obyvatele židovského původu ale bez formální příslušnosti k židovskému náboženství, cca 2200 osob).
Jde o menší obec vesnického typu, ale ve své kategorii poměrně lidnaté a navíc s rychlými přírůstky. K 31. prosinci 2014 zde žilo 2195 lidí. Během roku 2014 registrovaná populace stoupla o 7,2 %. Výhledově by se mohla populace v obci zvýšit ze současných cca 130 rodin až na 800 rodin.
| Rok            | 1983 | 1991 | 1992 | 1993 | 1994 | 1995 | 1996 | 1997 | 1998 | 1999 | 2000 |
| -------------- | ---- | ---- | ---- | ---- | ---- | ---- | ---- | ---- | ---- | ---- | ---- |
| Počet obyvatel | 58   | 205  | 259  | 278  | 319  | 372  | 587  | 668  | 686  | 714  | 752  |

| Rok            | 2001 | 2002 | 2003 | 2004 | 2005  | 2006  | 2007  | 2008  | 2009  | 2010  | 2011  | 2012  | 2013  | 2014  |
| -------------- | ---- | ---- | ---- | ---- | ----- | ----- | ----- | ----- | ----- | ----- | ----- | ----- | ----- | ----- |
| Počet obyvatel | 783  | 817  | 880  | 970  | 1 094 | 1 182 | 1 275 | 1 364 | 1 533 | 1 691 | 1 769 | 1 922 | 2 047 | 2 195 |